# Florian Anastasiu
Florian Anastasiu (n. 4 martie 1929, Craiova, România – d. 9 aprilie 2004, Brăila, România) a fost un arheolog român.

## Studii
A urmat Liceul Teoretic Umanist din Petroșani (1940 - 1948) și Facultatea de Istorie a Universității din București (1948-1952). Ca student a participat la săpăturile de la Histria, iar ca tânăr muzeograf arheolog la cele de la Capidava.

## Activitatea profesională
După scurte perioade ca profesor de istorie la școlile militare de la Ineu (jud. Arad) și Sibiu, în decembrie 1955 a venit la Muzeul Brăilei, la solicitarea lui Nicolae Harțuche. Cu destoinicie și dăruire a condus Muzeul Brăilei peste trei decenii (1957-1989), Florian Anastasiu și Nicolae Harțuche având rolul determinant în refondarea muzeului (întemeiat în august 1881) și punerii în valoare a bogatului patrimoniu al acestuia. A efectuat săpături arheologice pe numeroase șantiere din zona Brăilei, din rândul cărora se pot menționa: Brăilița, Chișcani, Lișcoteanca, Sihleanu, Râmnicelu, Spiru Haret, Tichilești, Grădiștea. Publică, în calitate de autor și coautor, 11 studii și articole în revistele de specialitate M.C.A. și Istros și volumele: „Brăilița. Așezări și cimitire omenești datând din epoca neolitică până în pragul orânduirii feudale” (1968); „Catalogul selectiv al colecției de arheologie a Muzeului Brăilei” (1976); „Monumentele Județului Brăila” (1977, în colaborare).

## Distincții
2003 - Distins cu Diploma și Medalia de Excelență acordate de Consiliul Local Municipal Brăila.